# Уманець Андрій Семенович
Андрій Семенович Уманець (1762—1828) — представник глухівсько-ніжинської династії Уманців, генерал-лейтенант Російської імператорської армії, шеф Кінбурнського драгунського полку (1808—1814), учасник російсько-турецької війни 1806—1812 років та війни з наполеонівською Францією.

## Життєпис

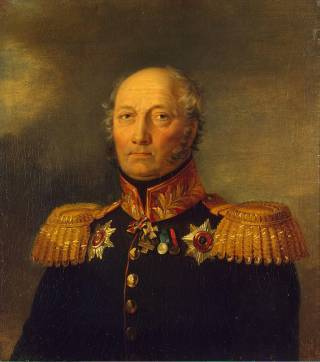
Портрет Андрія Семеновича Уманця (1826—1827) пензля художника Джорджа Доу

Народився Андрій Уманець 1762 року в Глухові. У 1767 році батько Семен Федорович сина Андрія разом з братом Миколою (майбутнім батьком полковника Федора Уманця) привіз до Санкт-Петербурга віддав на виховання до Імператорського сухопутного шляхетського кадетський корпус (з 1800 року — 1-й кадетський корпус).
1782 року в чині поручника разом з братом Миколою вступили до Старооскольського піхотного полку, а через п'ять років перейшли до Глухівського карабінерного полку (з листопада 1796 р. — Глухівський кірасирський полк). 8 вересня 1794 року Андрій Уманець отримав чин секунд-майора Після воєнної реформи імператора Павла I в 1797 році всі секунди-майори стали називатися майорами. Саме в такому чині він перебував у складі Глухівського кірасирського полку в «Списку армійським офіцерам по полках та баталіонах» за березень 1797 року.
1798 року Андрій Уманець уже підполковник, а з 15 липня 1800 року полковник Глухівського кірасирського полку. 1808 року він був призначений шефом Кінбурнського драгунського полку, залишаючись на цій посаді до 1 вересня 1814 р. За успішне керівництво полком у війні з турками, за клопотанням Михайла Кутузова, 29 грудня 1811 року отримав чин генерал-майора. Відзначився Андрій Уманець і у війні з наполеонівською Францією, за що був нагороджений золотою шпагою, прикрашеною алмазами, з написом «За хоробрість» і орденом Святох Анни 1-го ступеня з алмазними прикрасами, а прусський король подарував йому орден Червоного Орла 2-го ступеня.
1817 року Андрій Уманець призначений головою польового аудиторіату 1-ї армії. Цю посаду він обіймав до 12 грудня 1824 р., коли одержав військове звання генерал-лейтенанта. 13 березня 1828 року на прохання через хворобу звільнений у відставку з мундиром і пенсіоном повної платні. Оселився у Старому Бихові, де знаходився штаб польового аудиторіату 1-ї армії.
У відставці прожив недовго — за кілька місяців, восени 1828 року, Андрій Уманець помер, там-таки і похований.
Все своє життя, буквально змалку, Андрій Семенович провів на військовій ниві, він не був одружений, не залишив після себе нащадків, але постійно дбав про своїх братів, сестер і племінників. Під опікою Андрія Семеновича розпочиналася й армійська служба його племінника майбутнього полковника Федора Миколайовича Уманця.

## У мистецтві
Портрет Андрія Уманця пензля художника Джорджа Доу було виставлено у Військовій галереї Зимового палацу серед портретів героїв 1812 року. 7 серпня 1820 року Комітетом Головного штабу з атестації Уманець був включений до списку «генералів, які заслуговують бути написаними в галерею». Потрет написав британський художник Джордж Доу протягом 1826—1827 років.
На портреті Андрій Уманець зображений у генеральському мундирі, ліворуч на грудях зірка ордена Святої Анни 1-го ступеня, на шиї хрести ордена Святого Володимира 2-го ступеня та прусського ордена Червоного орла 2-го ступеня, праворуч на грудях золотий хрест «За взяття Праги», срібна медаль «На згадку Вітчизняної війни 1812 року» на Андріївській стрічці, бронзова дворянська медаль «На згадку Вітчизняної війни 1812 року» на Володимирській стрічці та зірка ордена Святого Володимира 2-го ступеня.
У 1840-ті роки в майстерні К. Краю з портрета Дж. Доу була зроблена літографія, яку А. І. Михайлівський-Данілевський опублікував у третьому томі книги «Імператор Олександр I та його сподвижники у 1812, 1813, 1814, 1815 роках…».

## Нагороди
- Орден Святої Анни 1-го ступеня,
- Орден Святого Володимира 2-го ступеня,
- Орден Червоного орла 2-го ступеня (Пруссія),
- золотий хрест «За взяття Праги»,
- срібна медаль «На згадку Вітчизняної війни 1812 року» на Андріївській стрічці,
- бронзова дворянська медаль «На згадку Вітчизняної війни 1812 року» на Володимирській стрічці